# Wierzbowce
Wierzbowce (Salicales Lindl.) – rząd roślin o zdrewniałych łodygach należący do klasy Rosopsida Batsch. Liczy ok. 400 gatunków. Do rzędu należy jedyna rodzina wierzbowatych.

## Charakterystyka
LiścieSkrętoległe, o niepodzielonych blaszkach.
KwiatyRozdzielnopłciowe, rośliny są dwupienne. Kwiaty zebrane w gęste, kotkowate kwiatostany. Mogą być wiatropylne (topola) lub owadopylne (wierzba).
OwoceWielonasienne torebki, z nasionami opatrzonymi puchem.

## Systematyka
Pozycja w systemie Reveala
Gromada okrytonasienne, podgromada Magnoliophytina, klasa Rosopsida, podklasa ukęślowe, nadrząd Violanae R. Dahlgren ex Reveal.
Podział rzędu według Reveala
- Rodzina: Salicaceae Mirb. Elém.Phys.Vég.Bot.2:905 1815 – wierzbowate